# Gymnasium Nepomucenum Coesfeld

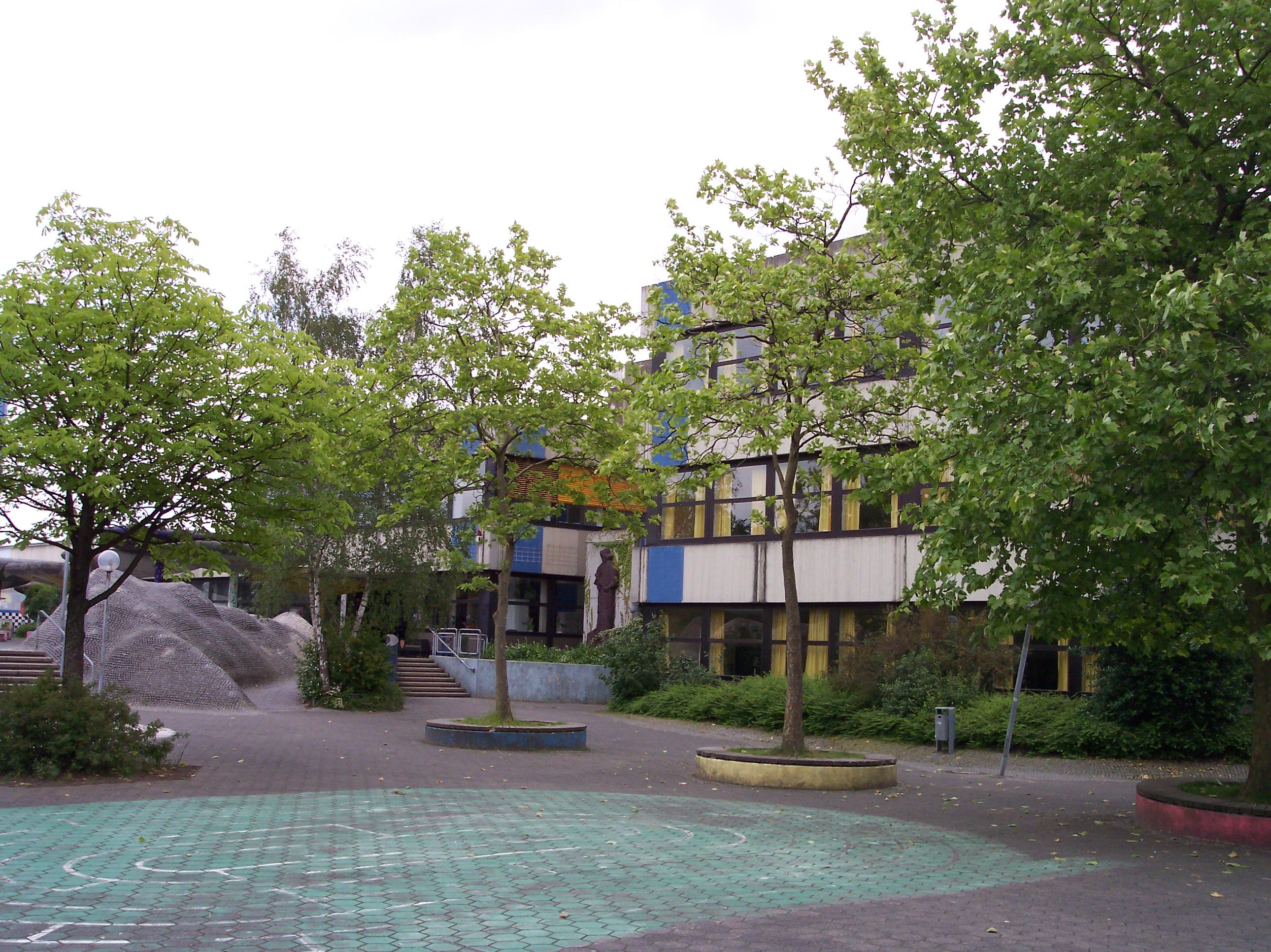
Gymnasium Nepomucenum

Das städtische Gymnasium Nepomucenum ist ein Gymnasium der Stadt Coesfeld in Nordrhein-Westfalen. Namensgeber für das 1627 von Jesuiten gegründete Gymnasium ist der heilige Johannes Nepomuk, er ist unter anderem der Patron des Beichtgeheimnisses.

## Geschichte

### Gründung und Blütezeit
Die Gründung eines Gymnasiums in Coesfeld war eine Maßnahme der Gegenreformation. Die Initiative ging von dem Jesuitenpater Johannes Steill aus, dessen Tätigkeit in Coesfeld erstmals 1621 in den Annalen der Stadt belegt ist. Zur Zeit des Dreißigjährigen Krieges (1618–1648) gab es im traditionell katholischen Coesfeld bei vielen Bürgern eine zunehmende Gleichgültigkeit gegenüber dem ererbten Glauben und eine Hinwendung zu den Kirchen der Reformation, zumal zum Calvinismus. Hundert Jahre zuvor war Coesfeld neben Münster stark durch die Wiedertäuferbewegung und das Münstersche Täuferreich beeinflusst. In der Stadtgeschichte wird berichtet: „Dem Namen nach war Coesfeld katholisch, der Gesinnung nach hatte es längst dem Glauben den Rücken gewandt, an dessen Priestern Geltungsbedürfnis und Habgier hervorleuchteten, von denen aber der Gottesdienst und die Seelsorge vernachlässigt wurden.“ Verantwortlicher für die Stadt Coesfeld war zu jener Zeit Kurfürst Ferdinand von Köln, Fürstbischof von Münster, der die Stadt zu den „unkatholischen und infizierten Orten“ zählte. Im Zuge der Katholischen Reform entsandte er Jesuiten in einzelne Städte, um dort untaugliche Geistliche zu überwachen. Selber ein Jesuitenschüler, erhoffte er sich durch den Orden die Rückgewinnung zahlreicher in ihrem Glauben schwankender Menschen. Johannes Steill wurde 1621 als Rektor von St. Lamberti eingeführt. Durch starkes Engagement und große Erfahrung konnte er bis 1626 große Teile der Bevölkerung für sich gewinnen und die förmliche Einführung seines Ordens in Coesfeld in Erwägung ziehen. Von wohlwollenden Kreisen der Bevölkerung ermutigt und vom Kurfürsten Ferdinand unterstützt, legte er dem Stadtrat 1627 ein Gutachten als Entscheidungshilfe zur Gründung eines Kollegs vor. Seitens der Kapuziner, die sich ihrerseits 1627 in Coesfeld niederließen und mit den beiden Bürgermeistern und den beiden Stadtkämmerern Verbündete im Stadtrat hatten, gab es starken Widerstand gegen ein Jesuitenkolleg. Doch Steill konnte die Mehrheit des Rates für sich gewinnen, der die Einrichtung des Kollegs für den Herbst 1627 zusagte.
Am 9. November 1627 begann der Unterricht in einem vom Rat gemieteten Haus in der Kronenstraße. Der Unterrichtsschwerpunkt geht durch Auszüge aus den damaligen Schulbüchern hervor: „Wenige Seiten mit Religionslehren, wenige mit geographischen, geschichtlichen und dahin gehörenden Nachrichten; dann ein Teil mit griechischer Sprachenlehre, aber bei weitem der größte mit den Regeln der lateinischen Sprache und der Anleitung zur Redekunst bedruckt“. Der Ruf des Gymnasiums drang bald bis nach Holland, in kurzer Zeit stieg die Schülerzahl auf 400 an, darunter auch Nichtkatholiken. In den Folgejahren ergaben sich Finanzierungsprobleme, da sowohl der Orden als auch die Stadt die Gründung unzureichend förderten. Daraufhin verpflichteten die Behörden des Hochstiftes Münster die Gemeinden, aus den die Schüler des Gymnasiums stammten, zu Beiträgen zu dessen Unterhalt, die teilweise mit der Androhung der Pfändung eingetrieben wurden.
Nach der Besetzung Coesfelds durch die Hessen (1633–1651), während der die Jesuiten zeitweise aus der Stadt vertrieben worden waren und das Gymnasium geschlossen war, blühte das Gymnasium auf. So wurde ab 1664 ein ordentliches Gebäude für das Jesuitenkolleg errichtet, das 1670 fertig wurde. Für das Bauvorhaben, bei dem von 1672 bis 1694 auch eine Jesuitenkirche gebaut wurde, mussten 17 Wohnhäuser und 4 Nebengebäude abgerissen werden, was einen erheblichen Eingriff in die Struktur der Stadt bedeutete.

### Auflösung des Jesuitenordens und Säkularisation
In der Mitte des 18. Jahrhunderts war es um die wirtschaftliche Situation von Coesfeld und den Orden der Jesuiten schlecht bestellt. 1773 wurde der Orden aufgelöst, was die Frage nach der Zukunft der Schule aufwarf. Kaiser Joseph II. bestimmte, dass die Einrichtungen und der Besitz der Schul-, Lehr- und Predigerstellen der Jesuiten weiter verwendet werden sollten. Beauftragte einer vom Kaiser eingesetzten Kommission beschlagnahmten die Schule noch im gleichen Jahr. Die Schülerzahlen nahmen ab und es kam zu einem Verfall der Schule, der auch nicht aufgehalten werden konnte, als die Franziskaner ab 1782 den Unterricht fortführten.
Die Situation verschlimmerte sich noch, als 1803 infolge des Lunéviller Friedens das Bistum säkularisiert wurde und das Amt Horstmar, dem Coesfeld damals noch angehörte, an das Haus der Wild- und Rheingrafen fiel. Die Familie des Rheingrafen zog 1803 ins Schloss Varlar bei Rosendahl, 1810 zog sie in das Jesuitenkolleg.
Trotz heftigen Widerstands der Schule und der Stadt verloren sie noch einen Teil der verbliebenen Jesuitengüter, und auch das Kolleg musste geräumt werden. Im Gegenzug zahlten die Rheingrafen das Gehalt der beiden verbliebenen Lehrer, die die noch fünfzehn Schüler ab 1813 in ihren Privatwohnungen unterrichteten.
Im gleichen Jahr wurde Coesfeld vorläufig dem preußischen Civilgouvernement unterstellt. Zwei Jahre später wurde es endgültig preußisch. Bereits 1814 wurden der Schule zwei neue Klassenräume im Stoltering-Haus zur Verfügung gestellt. Die Schule wurde zu einem Progymnasium, in dem achtzehn Schüler in drei Klassen unterrichtet wurden. 1821 trat der erste weltliche Philologe Christoph Marx in das Kollegium ein.
1828 kam es zu einer wesentlichen Verbesserung der Unterrichtsverhältnisse, als die Regierung das frühere Zisterzienserinnenkloster Marienborn kaufte und der Schule zur Verfügung stellte. Am 23. August erhob das Provinzial-Schulkollegium von Münster das Progymnasium zu einem Vollgymnasium und gab ihm das Recht, „seine Schüler durch die gesetzmäßige Abiturientenprüfung zur Universität zu entlassen“. Mit der Erhebung zum Vollgymnasium am 20. Oktober ging die Ernennung des ersten Schuldirektors einher: Bernhard Sökeland, ein Philologe und Historiker, sollte eine der bekanntesten Persönlichkeiten der Stadt werden.

### Das „Königlich-Preußische Gymnasium“
Die Ernennung zum Vollgymnasium leitete für die Schule eine neue Blütezeit ein. Die Bekanntheit der Schule nahm zu, bis 1886 stieg die Schülerzahl auf über 200 an. Obwohl Leibesübungen erst 1844 als „notwendiger und unentbehrlicher Teil der Gymnasialerziehung“ zählten, erhielt die Schule bereits ab 1831 den ersten Sportplatz Coesfelds.
Ab 1869 nannte sich die Schule „Gymnasium Nepomucenianum“, allerdings nur bis 1897. Um die Jahrhundertwende – der Unterricht fand mittlerweile in dreizehn Klassen statt – zeichnete sich ab, dass die Nutzungsmöglichkeiten des Gebäudes an ihre Grenzen gelangten. Man entschied sich, auf dem alten Grundstück an der Kupfer- und Poststraße ein neues Gebäude zu errichten. 1914 begann der Bau. Zur gleichen Zeit wurden das Gymnasialgebäude und die Turnhalle mit deutschen Truppen belegt, der Unterricht fand aber trotzdem statt.
Am 13. September 1917 wurde das neue Gebäude bezogen, die offizielle Einweihung fand aber erst am 21. Oktober 1918 statt.
In den Nachkriegsjahren erfolgte lediglich ein realgymnasialer Ersatzunterricht. Die Hoffnung, dass dem Gymnasium ein voller realgymnasialer Zweig angeschlossen werde, erfüllte sich nicht. 1927 wurde die Schule aber zu einer Vollanstalt erhoben. In fünfzehn Klassen wurden 484 Schüler unterrichtet.

### Die Zeit des Nationalsozialismus und die Nachkriegsjahre
Am 4. Juli 1937 wurde das Gymnasium in eine „Staatliche Oberschule für Jungen“ umgewandelt. Innerhalb des Kollegiums kam es zu zahlreichen Umbesetzungen. Im gleichen Jahr wurde eine neue Turnhalle gebaut und die alte abgerissen.
Ab 1938 wurde die Aufbauschule für Mädchen „Heriburgschule“ genannt. Mit dem Beginn des Zweiten Weltkrieges wurde deren Gebäude erst als Lazarett, dann als Ausweichkrankenhaus für die Stadt Gelsenkirchen genutzt. Der Unterricht der Heriburgschule fand in der Oberschule für Jungen statt.
In den letzten Jahren Kriegsjahren war der Unterricht an der Oberschule stark eingeschränkt. Die meisten Primaner wurden zum Wehrdienst abberufen, erhielten aber bei ihrer Einberufung den sogenannten Reifevermerk, der sie zum Hochschulstudium berechtigte. Ab 1943 wurden die Sekundaner als Luftwaffenhelfer bei Mecklenbeck und Gimbte eingesetzt, wurden aber von den Lehrern der Oberschule weiter unterrichtet. Die Keller der Schule wurden als behelfsmäßige Luftschutzräume eingerichtet.
Mit dem Beginn der Bombenangriffe auf Coesfeld verschlimmerte sich die Lage für die Schule weiter. Im März 1945 wurden das Schulgebäude und die Turnhalle schwer getroffen, der Unterricht wurde unmöglich. Im Mai begannen einige Lehrer und Schüler des Gymnasiums, das noch erhaltene Inventar der Schule in der notdürftig wiederhergestellten Bibliothek zu bergen. Erschwerend kam es am 8. März 1946 zu einer Hochwasserkatastrophe in Coesfeld. Das Wasser stand auf dem Grundstück der Schule etwa einen Meter hoch. Wichtige naturwissenschaftliche Geräte, die man zum Schutz vor Plünderern in den Keller gebracht hatte, wurden zerstört. Zur gleichen Zeit drängten Eltern und Lehrer zur Wiederaufnahme des Unterrichts. Das Gebäude der Heriburgschule eignete sich als einziges in der Stadt noch für den Unterricht, der dort am 2. April wieder aufgenommen wurde. Neben der Heriburgschule und Oberschule für Jungen waren dort auch die Berufsschule, die Mittelschule und die Volkshochschule untergebracht.
In den ersten Nachkriegsjahren waren die Lehrzustände kaum ausreichend. Es herrschte großer Mangel an Schulbüchern und Schulmaterial, die Zahl der Unterrichtsstunden war stark eingeschränkt.
Durch den Zuzug von Kriegsflüchtlingen und Vertriebenen aus den Ostgebieten stieg auch die Schülerzahl an. Bis 1949 entwickelte sich trotz der schlechten Umstände neben dem altsprachlichen Zweig auch ein neusprachlicher, ein mathematisch-naturwissenschaftlicher und ein hauswirtschaftlicher Bereich. 470 Schüler wurden in sechzehn Klassen unterrichtet. Da auch die anderen im Gebäude der Heriburgschule untergebrachten Schulen langsam wieder auf Vorkriegzustände anwuchsen, wurde der Raumbedarf immer dringender. Der Wiederaufbau des Gymnasiums war zwar bereits 1946 genehmigt, aber noch nicht vollzogen worden. Erst die Währungsreform 1948 schaffte die nötigen Voraussetzungen für den Beginn der Bauarbeiten.
Am 23. August 1949 waren die ersten Räume weitgehend fertiggestellt, so dass dort erstmals wieder zehn Klassen unterrichtet werden konnten. Am 28. Januar 1950 fand ein großes Richtfest statt, obwohl weite Teile des Gebäudes noch nicht fertiggestellt waren. Die letzten Arbeiten wurden, erst fast zehn Jahre nachdem das Gebäude durch Bombenangriffe zerstört worden war, beendet.
1954 wurde der heute so genannte „Verein der Freunde des Städtischen Gymnasiums Nepomucenum e. V.“ gegründet. Dieser Verein, der gegenwärtig (Stand: Ende 2004) 300 Mitglieder hat, hat sich unter anderem die Verbesserung der schulischen Ausstattung und die Unterstützung von Schulprojekten zur Aufgabe gemacht. Der Verein unterstützt bei Bedarf auch einkommensschwache Schüler zur Förderung der schulischen Laufbahn.
Zum 1. Januar 1974 gab die Landesregierung die Schule in die Obhut der Stadt; aus dem staatlichen Gymnasium wurde ein städtisches. Dies geschah gegen den Widerstand der Stadt, die neben dem verlorenen Renommee – zwei staatliche Schulen in einer Stadt von der Größe Coesfelds war damals wie heute nahezu einzigartig – auch die Frage des Unterhalts besorgte. Nach langen Beratungen im Kollegium einigte man sich darauf, das seit Kriegsende „St. Nepomuk-Schule“ genannte Gymnasium mit Blick auf seine Geschichte „Gymnasium Nepomucenum“ zu nennen.
Im Sommer 1977 wurde das erste Abitur nach dem Modell der differenzierten Oberstufe abgelegt.
Im August des gleichen Jahres zog das Gymnasium in das von der Landesregierung gebaute Schulzentrum an der Holtwicker Straße, wo es bis heute seinen Sitz hat. Zum Schulzentrum gehören bis heute eine erweiterte Realschule, zwei Dreifachturnhallen, ein Hallenbad und die Freisportanlagen. Die ursprünglich dort untergebrachte Hauptschule wurde 2017 aufgelöst.
Im August 1982 wurde die Koedukation am Gymnasium Nepomucenum zeitgleich mit dem Heriburg-Gymnasium eingeführt.

### Gegenwart
Heute ist das Nepomucenum, neben dem bischöflichen St. Pius-Gymnasium und dem städtischen Heriburg-Gymnasium eines von drei Gymnasien der Stadt.
Im Jahr 2010 wurde das Nepomucenum für sein besonderes Engagement mit dem Schulentwicklungspreis „Gute gesunde Schule“ ausgezeichnet. 2011 erhielt das Nepomucenum das „Gütesiegel Individuelle Förderung“, 2012 wurde das Nepomucenum als Schule der Zukunft ausgezeichnet.
Im Jahr 2013 wurde das Nepomucenum als MINT-Gymnasium ausgezeichnet und in den MINT-EC aufgenommen. Je nach Wahlverhalten der Schüler besteht seither ein MINT-Leistungskurs-Angebot in Mathematik, Physik, Chemie, Biologie und Informatik.
Mit Beginn des Schuljahres 2011/12 hat das Gymnasium Nepomucenum den Betrieb als erstes und einziges gebundenes Ganztagsgymnasium in Coesfeld aufgenommen.

## Ausstattung
Es gibt u. a. zwei Informatikräume mit insgesamt sechsundvierzig Arbeitsplätzen. Für die Betreuung und Unterhaltung des Netzwerkes sind interessierte Schüler verantwortlich. 2013 wurde erstmals ein Leistungskurs Informatik eingerichtet.
Auf dem Dach des Nepomucenums befindet sich eine Sternwarte, die für den Bereich Astrophysik genutzt wird.
Zur Schule gehört auch ein Medien- und Arbeitszentrum (MAZ), in dem die Schüler neben einer Bibliothek auch zahlreiche mit Lernsoftware und Internetzugang ausgestattete Computer benutzen können. Das MAZ wird sowohl von Eltern als auch von Schülern beaufsichtigt und laufend erweitert.
In der Schule befindet sich eine alte Jesuitenbibliothek, die nach dem Umzug an die Holtwicker Straße vom Lehrerbibliotheksbestand abgetrennt wurde, mit über 20.000 Monographien und Periodika. Zu den wertvolleren Stücken gehört z. B. eine Vergil-Ausgabe von 1492.
Es existiert auch die teilweise noch erhaltene Sökeland-Sammlung, die vom ersten Schuldirektor Bernhard Sökeland aufgebaut wurde. Sie enthält vor allem mineralogisch-geologische Stücke, darunter viele aus den Steinschichten der Baumberge stammend. Zu den Verdiensten Sökelands gehört auch der Bau eines Herbariums, der Aufbau einer Münzsammlung und die Gründung der Lehrerbibliothek. Diese Sammlung wurde zur Betreuung an das Stadtmuseum Coesfeld übergeben.

## Das Schul-Logo
Das Logo besteht aus einer stilisierten Brücke vor dem Buchstaben N. Das N steht für den Anfangsbuchstaben des Schulnamens. Die Schriftzeichen im Buchstaben sind ein Ausschnitt aus der Gründungsurkunde der Schule. Die Brücke vor dem N ist eine Anspielung auf den heiligen Nepomuk als Brückenheiligen. Sie ist in Rot und Gelb gehalten, den Farben der Jesuiten, die die Schule 1627 gegründet haben. Der obere Balken der Brücke geht leicht aufwärts, was ein Emporsteigen beziehungsweise Erfolg symbolisieren soll.

## Persönlichkeiten
- Anna Lisa Ahlers (* 1982), Abitur 2001, Sinologin am Max-Planck-Institut für Wissenschaftsgeschichte, Berlin[5]
- Oliver Benson (* 1965), Abiturient 1984, Professor für Experimentalphysik an der Humboldt-Universität zu Berlin
- Franz Darpe (1842–1911), Gymnasialprofessor, promovierter Philologe und Historiker, Leiter der Schule von 1896 bis 1911 und Verfasser vieler Schriften zur westfälischen Heimatgeschichte
- Ernst Dassmann (* 1931), Abiturient 1951, Priester und Theologieprofessor, Kirchenhistoriker und Patrologe
- Benedikt Eichhorn (* 1962), Pianist, Kabarettist und Chansonnier aus Berlin
- Andreas Eiynck (* 1961), Abiturient, Ethnologe, Landeshistoriker und Sachbuchautor, seit 1988 Leiter des Emslandmuseums in Lingen
- Hans-Peter Hammes (* 1955), Mediziner und Hochschullehrer
- Johann-Bernhard Haversath (* 1948), Abiturient 1966, Geographiedidaktiker und emeritierter Professor an der Justus-Liebig-Universität Gießen
- Augustin Hüsing (1840–1905), Priester und Kirchenhistoriker
- Wolfgang Kenntemich (* 1946), Journalist, schrieb 1995 als Chefredakteur der Nepomuk-Schülerzeitung Splitter, Hans-Klein-Medienpreisträger
- Clemens von Ketteler (1853–1900), Abitur 1873, Diplomat
- Werner Lensing (1938–2020), ehemaliger Direktor der Schule und von 1994 bis 2005 CDU-Mitglied des Bundestags
- Franz Karl Movers (1806–1856), Priester, Theologieprofessor und Orientalist
- Klaus Otto Nagorsnik (1955–2024), Bibliothekar
- Michael Oenning (* 1965), Abiturient 1984, ehemaliger Trainer der Fußball-Bundesligisten 1. FC Nürnberg und Hamburger SV
- Ferdinand von Raesfeld (1855–1929), Abiturient 1874, Forstamtsleiter auf dem Darß und Jagdschriftsteller
- Jürgen Roters (* 1949), Abiturient 1968, von 2009 bis 2015 Oberbürgermeister der Stadt Köln
- Clemens Schmeing OSB (1930–2018), Altabt der Abtei St. Joseph zu Gerleve (Kloster Gerleve)
- Karl Schulze-Südhoff, Studiendirektor, Historiker, Gründer des Kommunalen Kinos in Coesfeld[6]
- Karl Schwering (1846–1925), habilitierter Mathematiker, Direktor der Schule von 1878 bis 1890
- Bernhard Sökeland (1797–1845), Philologe und Historiker, erster Leiter des Nepomucenum als staatliche Schule Preußens von 1828 bis 1845
- Johannes Steill, Jesuit, Gründer der Schule im Jahr 1627
- Christian Trumpp, Abiturient von 1999, Professor für Logopädie, von 2013 bis 2022 Rektor der IB-Hochschule Berlin
- Georg Veit (* 1946), Kulturdezernent bei der Bezirksregierung Münster, Autor mehrerer Bücher
- Rolf Verres (* 1948), Abiturient 1966, Arzt und Psychologe, bis 2013 Direktor des Instituts für Medizinische Psychologie an der Universität Heidelberg
- Robert Wenning (* 1946), Abiturient 1966, bis 2011 Professor für Archäologie der Levante an den Universitäten Bonn und Münster
- Winfried Woesler (* 1939), Literaturwissenschaftler und Hochschullehrer
- Frank Wübbeling, Abiturient 1983, Professor für Mathematik an der Universität Münster